# Коулридж (Небраска)
Коулридж (англ. Coleridge) — селище (англ. village) в США, в окрузі Седар штату Небраска. Населення — 537 осіб (2020).

## Географія
Коулридж розташований за координатами 42°30′23″ пн. ш. 97°12′10″ зх. д. / 42.50639° пн. ш. 97.20278° зх. д. (42.506458, -97.202825).  За даними Бюро перепису населення США в 2010 році селище мало площу 1,32 км², уся площа — суходіл.

## Демографія
Згідно з переписом 2010 року, у селищі мешкали 473 особи в 224 домогосподарствах у складі 120 родин. Густота населення становила 357 осіб/км².  Було 283 помешкання (214/км²).
Расовий склад населення:
| - 99,2 % — білих - 0,2 % — корінних американців |

До двох чи більше рас належало 0,6 %. Частка іспаномовних становила 0,0 % від усіх жителів.
За віковим діапазоном населення розподілялося таким чином: 18,0 % — особи молодші 18 років, 50,1 % — особи у віці 18—64 років, 31,9 % — особи у віці 65 років та старші. Медіана віку мешканця становила 53,3 року. На 100 осіб жіночої статі у селищі припадало 84,8 чоловіків;  на 100 жінок у віці від 18 років та старших — 79,6 чоловіків також старших 18 років.
Середній дохід на одне домашнє господарство  становив 53 139 доларів США (медіана — 48 417), а середній дохід на одну сім'ю — 65 308 доларів (медіана — 64 821). За межею бідності перебувало 14,3 % осіб, у тому числі 29,5 % дітей у віці до 18 років та 12,8 % осіб у віці 65 років та старших.
Цивільне працевлаштоване населення становило 245 осіб. Основні галузі зайнятості: освіта, охорона здоров'я та соціальна допомога — 26,9 %, будівництво — 15,1 %, роздрібна торгівля — 12,7 %, виробництво — 12,7 %.